# Jedlanka (gmina)
Jedlanka (od 1870 Jedlińsk) – dawna gmina wiejska istniejąca do 1870 roku w guberni radomskiej. Nazwa gminy pochodziła od wsi Jedlanka, lecz siedzibą władz gminy był Jedlińsk.
Gminę zbiorową Jedlanka utworzono 13 stycznia 1867 w związku z reformą administracyjną Królestwa Polskiego. Gmina weszła w skład nowego powiatu radomskiego w guberni radomskiej i liczyła 3036 mieszkańców.
13 stycznia 1870 gmina została zniesiona w związku z przyłączeniem do niej zniesionego miasta Jedlińsk i jednoczesnym przemianowaniem jednostki na gminę Jedlińsk, ze względu na położenie w Jedlińsku centralnego punktu gminy oraz obecności tamże kancelarii gminnej.